# 斉藤鉄夫
斉藤 鉄夫（さいとう てつお、旧字体：齊藤 鉄夫、1952年〈昭和27年〉2月5日 - ）は、日本の政治家、工学者。公明党所属の衆議院議員（11期）、公明党代表（第5代）。
科学技術政務次官（小渕第2次改造内閣・第1次森内閣）、衆議院文部科学委員長、公明党政務調査会長、環境大臣（第11代・第12代）、公明党幹事長代行、公明党税制調査会長、公明党選挙対策委員長、公明党幹事長、国土交通大臣（第24代・第25代・第26代）、水循環政策担当大臣、国際園芸博覧会担当大臣、公明党副代表などを歴任した。

## 経歴

### 生い立ち
島根県邑智郡羽須美村大字阿須那（現：邑南町）に後に自由民主党の党籍を持つ村議会議員の父の元に生まれ、広島県広島市で育つ。羽須美村立阿須那小学校、広島市立国泰寺中学校、修道高等学校卒業。高校2年の時に創価学会に入会した。
1974年、東京工業大学（東工大）理学部応用物理学科卒業。1976年、東工大大学院理工学研究科応用物理学専攻修士課程修了。1985年、東京工業大学工学博士号を取得する。博士論文は「鉄筋コンクリート用異形棒鋼のガス圧接部の超音波探傷試験法の研究」。

### 研究者の道へ
1976年、東工大大学院を修了して清水建設に入社。同社では技術研究所に配属され、超音波探傷を研究。1984年、技術士（応用理学部門）取得。在職中、1986年からアメリカ合衆国のプリンストン大学プラズマ物理学研究所へ派遣され、客員研究員を3年間務めた。
清水建設技術研究所主任研究員を経て、1990年に清水建設技術研究所宇宙開発室課長に就任し、日本原子力研究所外来研究員も務める。1992年、清水建設職員組合副執行委員長に就任した。

### 衆議院議員へ
1993年、第40回衆議院議員総選挙に旧広島1区から公明党公認で出馬し、初当選を果たす。1994年の公明党分党の結果、公明新党を経て新進党結党に参加。1995年、新進党政権準備委員会行政改革副担当に任命された。
小選挙区比例代表並立制の導入に伴い、第41回衆議院議員総選挙を機に比例中国ブロック単独候補となる。1996年、新進党団体渉外副委員長に就任。1997年末の新進党解党後は新党平和に所属し、1998年には新党平和副幹事長に就任する。同年12月、新党平和と公明の合併による公明党の再結成に参加した。
1999年、小渕第2次改造内閣・第1次森内閣で科学技術総括政務次官に就任。2000年、公明党市民活動委員長に就任。2004年に衆議院文部科学委員長に指名され、2005年に再任される。2006年、公明党政務調査会長に就任した。

### 環境大臣・初入閣
2008年8月、福田康夫改造内閣で環境大臣に任命され、初入閣を果たした。続く麻生内閣でも再任され、2009年9月まで務める。
環境大臣退任に伴い、公明党政務調査会長に就任。2010年10月、公明党幹事長代行、公明党税制調査会会長に就任した。2013年、公明党選挙対策委員長を兼務。2018年10月2日に公明党幹事長に就任した。

### 衆院選広島3区へ
2020年6月18日、前年の参院選広島県選挙区をめぐり、同選挙区選出参議院議員の河井案里と、案里の夫で広島3区選出衆議院議員の河井克行が買収の疑いで逮捕される（河井夫妻選挙違反事件）。9月27日、公明党全国大会が開かれ、斉藤は党副代表、総合選挙対策本部長に就任した。11月12日、自民党広島県連は、広島3区への候補擁立を模索している公明党を牽制する形で、次期衆院選の同選挙区の候補者を公募で選ぶことを決定した。11月19日に斉藤は広島市で記者会見し、次期衆院選に広島3区から出馬すると正式表明した。
2021年1月21日、東京地方裁判所は河井案里に対し、懲役1年4か月、執行猶予5年の判決を言い渡す。1月25日、自民党広島県連会長宮澤洋一は自民党幹事長二階俊博、自民党選挙対策委員長山口泰明と党本部で会談。宮澤は広島県議会議員の石橋林太郎を広島3区候補者として推すが、党本部は斉藤を支援する方向で調整しており、石橋を同区の支部長に内定する形で収まった。2月2日、自民党選挙対策委員長山口泰明と公明党選挙対策委員長西田実仁が国会内で会談し、広島3区の候補者を斉藤に一本化することで合意した。これにより自民党広島3区支部長に内定していた石橋は候補者から脱落し、比例中国ブロックに移ることが決まった。

### 国土交通大臣
2021年10月4日、第1次岸田内閣において国土交通大臣、水循環政策担当大臣に任命された。同年10月31日投開票の第49回衆議院議員総選挙において比例中国ブロックから鞍替えし広島3区から公明党公認・自民党推薦で立候補。立憲民主党の新人ら5名を破り、当選した。同年11月10日、第2次岸田内閣において国土交通大臣、水循環政策担当大臣に再任される。
2022年8月10日、第2次岸田第1次改造内閣において国土交通大臣、水循環政策担当大臣に留任。併せて国際園芸博覧会担当大臣にも任命された。2023年9月13日に発足した第2次岸田第2次改造内閣、2024年10月1日に発足した第1次石破内閣においても国土交通大臣、水循環政策担当大臣、国際園芸博覧会担当大臣に再任された。

### 公明党代表
2024年11月9日、第50回衆議院議員総選挙で落選した石井啓一の後任として公明党代表に選出される。公明党代表への就任に伴い、第2次石破内閣の発足に合わせて国土交通大臣、水循環政策担当大臣、国際園芸博覧会担当大臣を退任した。

## 不祥事

### 政治資金収支報告書の不記載
2020年12月14日、斉藤が代表を務める「斉藤鉄夫後援会」が全国宅建政治連盟から受けた計100万円の寄付を2018年と2019年の政治資金収支報告書に記載していなかったことが判明し、同報告書を訂正した。
2022年11月25日、「斉藤鉄夫後援会」が、斉藤が同じく代表を務める公明党衆議院小選挙区広島3区総支部から受け取った賃料計90万4200円を2021年の政治資金収支報告書に記載していなかったことが判明し、同報告書を訂正した。

### 資産等報告書の不記載
2021年11月5日、姉から相続した金銭信託1億379万円、株式5銘柄3200株などを衆議院の資産等報告書に記載していなかったことが判明し、同報告書を訂正した。

### 選挙運動費用収支報告書の領収書の不記載
2022年12月2日、2021年の衆院選の選挙運動費用収支報告書に添付した領収書のうち、約20枚（計約5万円）について、宛名やただし書きの記載がなかったことが判明し、記者会見にて謝罪した。

## 現在の役職

### 公明党
- 公明党代表
- 総合選挙対策本部長
- 憲法調査会顧問
- 税制調査会顧問
- 広島県本部顧問

### 衆議院
- 財務金融委員会委員
- 憲法審査会委員

## 人物・主張

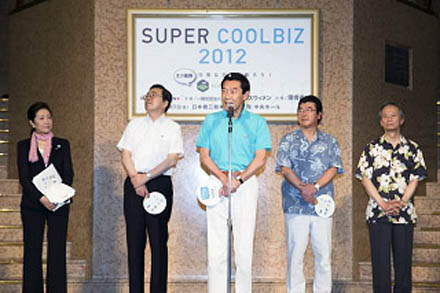
2012年6月、歴代環境大臣の小池百合子、小沢鋭仁、江田五月、環境副大臣の横光克彦と

- 温厚な性格で知られる[31]。文化芸術振興基本法（現：文化芸術基本法）の制定を通じて知り合った落語芸術協会参事の三遊亭小遊三からも「私は、斉藤さんのように人柄がよくて、優しい方に任せておけば間違いないと思っています」と評されている[32]。
- 鉄道ファンである[33]。好きな路線は中学・高校時代に通学に利用していた芸備線で、「ちどり」と記された行先標を執務室の机に入れていた[34]。
- 北総鉄道は運賃が高いことから沿線の家賃が安くなっていることに目をつけ、会社員時代は北総線沿線に住んでいた。その際、ダイヤの無駄を発見し論文にして北総鉄道に提案したところ受け入れられ、北総線で急行が運行されるようになったという[35]。
- 国会議員になる以前は、清水建設で放射線の遮蔽設計に携わっていた。初めての仕事は、1974年に放射線漏れを起こした原子力船むつの改修設計であった。
- 清水建設在職中は宇宙開発室にも所属しており、宇宙構造物の研究にも携わっていた。そのため、国会議員の中でも有数の宇宙開発の専門家である。
- 科学者を志したきっかけについて「私が生まれ育った島根県羽須美村はじつに星空の美しい所である。少年時代、夜空に満天の星を眺めながら、『いつの日か自分も宇宙に行きたい』と思うようになり科学を志すきっかけともなった」とメールマガジン『永田町からのEメール』の中で書いている。
- 羽須美村にはかつて三江線が通っており（2018年廃線）、自宅にあった時刻表を見ると「東京や大阪につながる寝台特急に乗った気分になれた」ことから、現在も時刻表を毎月購入して息抜き代わりに読んだり、出張時に見える駅やすれ違い列車に思いをはせたりしており、時刻表検定5級をとったことがある[36]。国交相の職務の一つであるローカル鉄道の存廃問題でも「人々の気持ちに配慮しないといけない」を持論としている[37]。
- 1999年の東海村JCO臨界事故発生直後、科学技術総括政務次官に指名された際には政府の現地対策本部長を務めている。事故を受けて原子力災害対策特別措置法の制定を導いたほか、原子炉等規正法に「安全確保改善提案制度（内部告発制度）」を加える改正作業にも従事した。
- 日本国憲法については加憲の立場である。2002年の衆議院憲法調査会では「人類の知への貢献ということも憲法の中に入れるべきなのではないか」と述べた[38]。2016年3月29日、運動団体「日本会議」が主導し、その関連団体である「美しい日本の憲法をつくる国民の会」が主催する憲法改正派の集会に参加し、憲法改正について「1回目の国民投票は必ず実現させる」などと述べた[39]。
- 2003年、消費者金融業界の政治団体・全国貸金業政治連盟（全政連）からパーティー券購入により4万円の資金提供を受けた[40]。
- 2007年、防衛大臣久間章生の「原爆投下はしょうがない」発言を強く非難した。なお斉藤は広島県広島市に居住する広島県民で、かつては広島市を含む旧広島1区が選挙区であった。
- 亀井静香は高校の先輩にあたる（ただし、亀井は修道高校を中途退学して東京都立大泉高等学校に編入したため、卒業はしていない）。亀井は細川政権時代から公明党を敵視していたが、斉藤から面会を打診されたことがきっかけで斉藤とは親交を深めるようになった。亀井は斉藤を「一言で言うと『亀井静香の逆』、つまり穏やかな人格者」「一目見てもらえばわかるが、仏様のような人だ」と評している[41]。
- 菅直人は大学の先輩にあたる。東日本大震災の発生後は、当時首相だった菅と毎日のように携帯電話で連絡を取り合い、週に1度は首相官邸を訪問して政策を提言した[42]。菅内閣が原発事故の収束及び再発防止担当大臣の新設を決めた際には菅から真っ先に説明を受けている[43]。
- 原子力発電については、地球温暖化対策を理由に2009年時点では推進派であった[44]。
- 地球温暖化問題について、2009年の環境大臣時代には温室効果ガス25%削減に言及し、「いまの世代が努力を怠れば、子や孫にツケを回すことになる」と高い目標設定に理解を求めた。ただ、国内削減分だけで25%以上減らすのは「非現実的だと言われる、正直それを認めざるを得ない」とし、政府の世論調査で「7%減」の回答が多かったことにも配慮を示した。その上で「15%減」達成に必要な太陽光発電やエコカーの導入量が、政府の経済対策で示された導入量とほぼ一致するとして、削減は「実行可能」と述べた[45]。また、日本版「グリーン・ニューディール」の策定（2009年）では家電エコポイント・省エネ住宅・次世代自動車の普及を促進。ラクイラ・サミット後の記者会見では、将来的な風力・小水力などの自然エネルギーの買取制度についても言及している[46]。
- 2011年、公明党幹事長代行として公明党のエネルギー政策について講演し、「高速増殖炉、再処理といった核燃料サイクルは見直す方向性だ。『もんじゅ』という個別の研究炉は廃止する」と明言した[47]。
- 超党派の死刑廃止を推進する議員連盟で副会長を務め、死刑の廃止を支持している。
- 永住外国人の地方参政権に賛成する[48]。
- 選択的夫婦別姓制度導入に賛同する[49]。
- 2010年9月29日、東京都内で開かれた中華人民共和国建国記念レセプションに日本の国会議員50人のうちの一人として出席した[50]。

## 選挙歴
| 当落 | 選挙                   | 執行日         | 年齢 | 選挙区           | 政党   | 得票数     | 得票率 | 定数 | 得票順位 /候補者数 | 政党内比例順位 /政党当選者数 |
| ---- | ---------------------- | -------------- | ---- | ---------------- | ------ | ---------- | ------ | ---- | ------------------ | ---------------------------- |
| 当   | 第40回衆議院議員総選挙 | 1993年07月18日 | 41   | 旧広島県第1区    | 公明党 | 10万6763票 | 17.55% | 4    | 2/8                | /                            |
| 当   | 第41回衆議院議員総選挙 | 1996年10月20日 | 44   | 比例中国ブロック | 新進党 |            |        | 13   | /                  | 1/3                          |
| 当   | 第42回衆議院議員総選挙 | 2000年06月25日 | 48   | 比例中国ブロック | 公明党 |            |        | 11   | /                  | 1/2                          |
| 当   | 第43回衆議院議員総選挙 | 2003年11月09日 | 51   | 比例中国ブロック | 公明党 |            |        | 11   | /                  | 1/2                          |
| 当   | 第44回衆議院議員総選挙 | 2005年09月11日 | 53   | 比例中国ブロック | 公明党 |            |        | 11   | /                  | 1/2                          |
| 当   | 第45回衆議院議員総選挙 | 2009年08月30日 | 57   | 比例中国ブロック | 公明党 |            |        | 11   | /                  | 1/1                          |
| 当   | 第46回衆議院議員総選挙 | 2012年12月16日 | 60   | 比例中国ブロック | 公明党 |            |        | 11   | /                  | 1/2                          |
| 当   | 第47回衆議院議員総選挙 | 2014年12月14日 | 62   | 比例中国ブロック | 公明党 |            |        | 11   | /                  | 1/2                          |
| 当   | 第48回衆議院議員総選挙 | 2017年10月22日 | 65   | 比例中国ブロック | 公明党 |            |        | 11   | /                  | 1/2                          |
| 当   | 第49回衆議院議員総選挙 | 2021年10月31日 | 69   | 広島県第3区      | 公明党 | 9万7844票  | 55.07% | 1    | 1/6                | /                            |
| 当   | 第50回衆議院議員総選挙 | 2024年10月27日 | 72   | 広島県第3区      | 公明党 | 8万6654票  | 47.23% | 1    | 1/4                | /                            |

## 著作リスト

### 博士論文
- 『鉄筋コンクリート用異形棒鋼のガス圧接部の超音波探傷試験法の研究』（工学博士、乙種、東京工業大学、1985年）

### 共著
- 佐藤優『公明党という選択 価値観政党の使命とは』（2025年、第三文明社） ISBN 978-4476034325

## 所属団体・議員連盟
- 在外被爆者に援護法を適用する議員懇談会
- 文化芸術振興議員連盟
- 科学技術の会
- 日本・宇宙議員連盟
- 地熱発電普及推進議員連盟
- LRT推進議員連盟
- 北京オリンピックを支援する議員の会
- 日韓議員連盟
- リニアコライダー（先端線型加速器）国際研究所建設推進議員連盟
- 地域廃棄物適正処理推進議員連盟
- 死刑廃止を推進する議員連盟
- 地域活性化協議会（根っこの会）